# David Krummenacker
David Krummenacker (né le 24 mai 1975) est un athlète américain spécialiste du 800 mètres. 

## Palmarès

### Championnats du monde d'athlétisme en salle
- Championnats du monde d'athlétisme en salle 2003 à Birmingham,  Royaume-Uni
  -  Médaille d'or sur 800 mètres